# 이근상 (조선귀족)
이근상(李根湘, 1874년 9월 14일 ~ 1920년 1월 20일)은 을사오적 이근택의 동생으로, 일제강점기에 조선귀족 작위를 받았다. 자는 형옥(瑩玉), 초명은 근형(根瀅), 호는 송오(松悟)이며 본관은 전주(全州)이다.

## 생애
한성부에서 태어났다. 1895년 군부 주사에 임명된 것을 시작으로, 지방의 군수 벼슬 등을 지냈다.
이근상은 명성황후의 총애를 받아 등용되었다가 친러파, 친일파로 재빨리 변신하며 활동한 형 이근택의 후광을 입어 벼슬을 하게 된 것이었다. 이탈리아 특명전권공사와 농상공부대신 서리 등에 임명되면서 빠른 속도로 고위직에 올랐다.
1906년 궁내부대신이 되었고, 1910년 한일 병합 조약 체결에 세운 공로로 남작 작위를 받았으며, 조선총독부 중추원 고문에 임명되었다. 조선식산은행 감사를 지내기도 했다.

## 사후
2002년 발표된 친일파 708인 명단과 2008년 민족문제연구소에서 친일인명사전에 수록하기 위해 정리한 친일인명사전 수록예정자 명단에 자작 작위를 습작한 장남 이장훈과 함께 선정되었다.
조선귀족 작위를 받은 두 형 이근호, 이근택과, 조카인 이창훈도 두 명단에 모두 포함되었다. 일제 강점기를 통틀어 삼형제가 조선귀족에 봉해진 경우는 이근상의 집안이 유일하다.
2007년 대한민국 친일반민족행위자재산조사위원회는 이근상과 이근택 소유의 토지에 대한 국가 귀속 결정을 내렸다. 2007년 12월 6일 대한민국 친일반민족행위진상규명위원회가 발표한 친일반민족행위 195인 명단에도 들어 있다.

## 가족 관계
|                       |                       |                       |                       |                       |                       |  |  |  |  |                       |                       |                       |                       |                       |                       |  |  |  |  |                       |                       |                       |                       |                       |                       |  |  |  |  |  |  |  |  |  |  |  |  |  |  |  |  |  |  |
|                       |                       |                       |                       |                       |                       |  |  |  |  |                       |                       |                       |                       |                       |                       |  |  |  |  |                       |                       |                       |                       |                       |                       |  |  |  |  |  |  |  |  |  |  |  |  |  |  |  |  |  |  |
| 이근호(남작) (李根澔) | 이근호(남작) (李根澔) | 이근호(남작) (李根澔) | 이근호(남작) (李根澔) | 이근호(남작) (李根澔) | 이근호(남작) (李根澔) |  |  |  |  | 이근택(자작) (李根澤) | 이근택(자작) (李根澤) | 이근택(자작) (李根澤) | 이근택(자작) (李根澤) | 이근택(자작) (李根澤) | 이근택(자작) (李根澤) |  |  |  |  | 이근상(남작) (李根湘) | 이근상(남작) (李根湘) | 이근상(남작) (李根湘) | 이근상(남작) (李根湘) | 이근상(남작) (李根湘) | 이근상(남작) (李根湘) |  |  |  |  |  |  |  |  |  |  |  |  |  |  |  |  |  |  |
| 이근호(남작) (李根澔) | 이근호(남작) (李根澔) | 이근호(남작) (李根澔) | 이근호(남작) (李根澔) | 이근호(남작) (李根澔) | 이근호(남작) (李根澔) |  |  |  |  | 이근택(자작) (李根澤) | 이근택(자작) (李根澤) | 이근택(자작) (李根澤) | 이근택(자작) (李根澤) | 이근택(자작) (李根澤) | 이근택(자작) (李根澤) |  |  |  |  | 이근상(남작) (李根湘) | 이근상(남작) (李根湘) | 이근상(남작) (李根湘) | 이근상(남작) (李根湘) | 이근상(남작) (李根湘) | 이근상(남작) (李根湘) |  |  |  |  |  |  |  |  |  |  |  |  |  |  |  |  |  |  |
| 이동훈 (李東薰)       | 이동훈 (李東薰)       | 이동훈 (李東薰)       | 이동훈 (李東薰)       | 이동훈 (李東薰)       | 이동훈 (李東薰)       |  |  |  |  | 이창훈 (李昌薰)       | 이창훈 (李昌薰)       | 이창훈 (李昌薰)       | 이창훈 (李昌薰)       | 이창훈 (李昌薰)       | 이창훈 (李昌薰)       |  |  |  |  | 이장훈 (李長薰)       | 이장훈 (李長薰)       | 이장훈 (李長薰)       | 이장훈 (李長薰)       | 이장훈 (李長薰)       | 이장훈 (李長薰)       |  |  |  |  |  |  |  |  |  |  |  |  |  |  |  |  |  |  |

## 같이 보기
- 조선총독부 중추원

## 참고자료
- 친일반민족행위진상규명위원회 (2007년 12월). 〈이근상〉 (PDF). 《2007년도 조사보고서 II - 친일반민족행위결정이유서》. 서울. 265~277쪽쪽. 발간등록번호 11-1560010-0000002-10. [깨진 링크(과거 내용 찾기)]
- 정운현 (1999년 7월 28일). 〈귀족(貴族) 또는 귀족(鬼族) - '을사오적' 이근택〉. 《나는 황국신민이로소이다》. 서울: 개마고원. ISBN 978-89-85548-46-5.
- 정운현 (2004년 6월 1일). “3형제가 일제 작위 받은 대표적 친일귀족 - [특별기획-미리보는 친일인명사전-11] '을사오적' 이근택”. 오마이뉴스. 2008년 5월 30일에 확인함. |제목=에 지움 문자가 있음(위치 26) (도움말)